# José Feliciano
José Feliciano (født 10. september 1945 i Puerto Rico) er en blind sanger og guitarist, han opvokset i New York's Spanish Harlem. Han er bedst kendt for sin juleklassiker Feliz Navidad